# Wachenheim an der Weinstraße
Wachenheim an der Weinstraße este un oraș din landul Renania-Palatinat, Germania.
1. ↑   https://www.vg-wachenheim.de/buergerservice-1/mitarbeiter/RLP:employee:22419/bechtel-torsten/, accesat în 23 martie 2025 Lipsește sau este vid: |title= (ajutor)
2. ↑  Alle politisch selbständigen Gemeinden mit ausgewählten Merkmalen am 31.12.2018 (4. Quartal) (în germană), Statistisches Bundesamt[*], arhivat din original la 10 martie 2019, accesat în 10 martie 2019